# Esperimento MoEDAL
MoEDAL (Monopole and Exotics Detector at the LHC) è un esperimento di fisica delle particelle al Large Hadron Collider (LHC).

## Esperimento
MoEDAL condivide la caverna al Point 8 con il LHCb, e il suo obiettivo primario è cercare il monopolo magnetico (MM) o il dione, altre particelle massive stabili e altamente ionizzanti (SMP, da stable massive particle) e particelle massive pseudo-stabili. Per rivelare queste particelle, il progetto utilizza rivelatori di traccia nucleare (NTD, da nuclear track detector), che vengono colpiti in maniera caratteristica dalle particelle altamente ionizzanti. Dato che gli MM e le SMP sono altamente ionizzanti, gli NTD sono perfettamente adatti a questo scopo.
Il portavoce di questa collaborazione internazionale è James Pinfold, dell'Università dell'Alberta. Questo è il settimo esperimento al LHC, e fu approvato dal consiglio di ricerca del CERN a maggio del 2010. Il primo collaudo cominciò a gennaio del 2011.
Nel 2012 l'accuratezza del MoEDAL superò l'accuratezza di esperimenti simili. Nel 2015 fu installato un nuovo rivelatore, ma al 2017 non ha trovato nessun monopolo magnetico, impostando nuovi limiti alla sezione d'urto.